# Régiment Mestre de Camp Général cavalerie
Pour les articles homonymes, voir régiment Mestre de Camp Général.
« 23e régiment de cavalerie » redirige ici. Pour les autres significations, voir 23e régiment.
Le régiment Mestre de Camp Général cavalerie est un régiment de cavalerie du royaume de France créé en 1635 devenu sous la République française et le Premier Empire, le 23e régiment de cavalerie.

## Création et différentes dénominations
- 1635 : création du régiment Mestre de Camp Général cavalerie
- 1er décembre 1761 : renforcé par incorporation du régiment de Seyssel cavalerie[2]
- 7 décembre 1790 : licencié
- 6 janvier 1791 : reconstitué sous le nom de 24e régiment de cavalerie
- 1792 : renommé 23e régiment de cavalerie
- 1er vendémiaire an XII (24 septembre 1803) : licencié

## Équipement

Ornements extérieurs du régiment Mestre de Camp Général cavalerie.

### Étendards
Le régiment Mestre de Camp Général avait des étendards de soie rouge semé de flammes d'or, brodés et frangés d'or avec un soleil d'or et la devise Nec pluribus impar.

Étendard
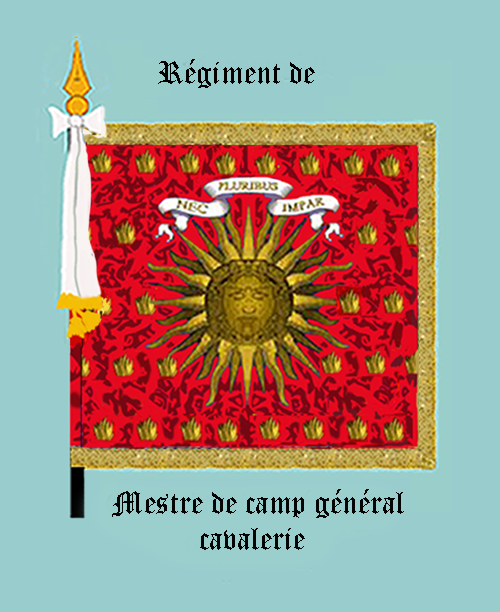
régiment Mestre de Camp Général cavalerie, avers

### Habillement
L’habit a été majoritairement noir et gris.

Uniformes
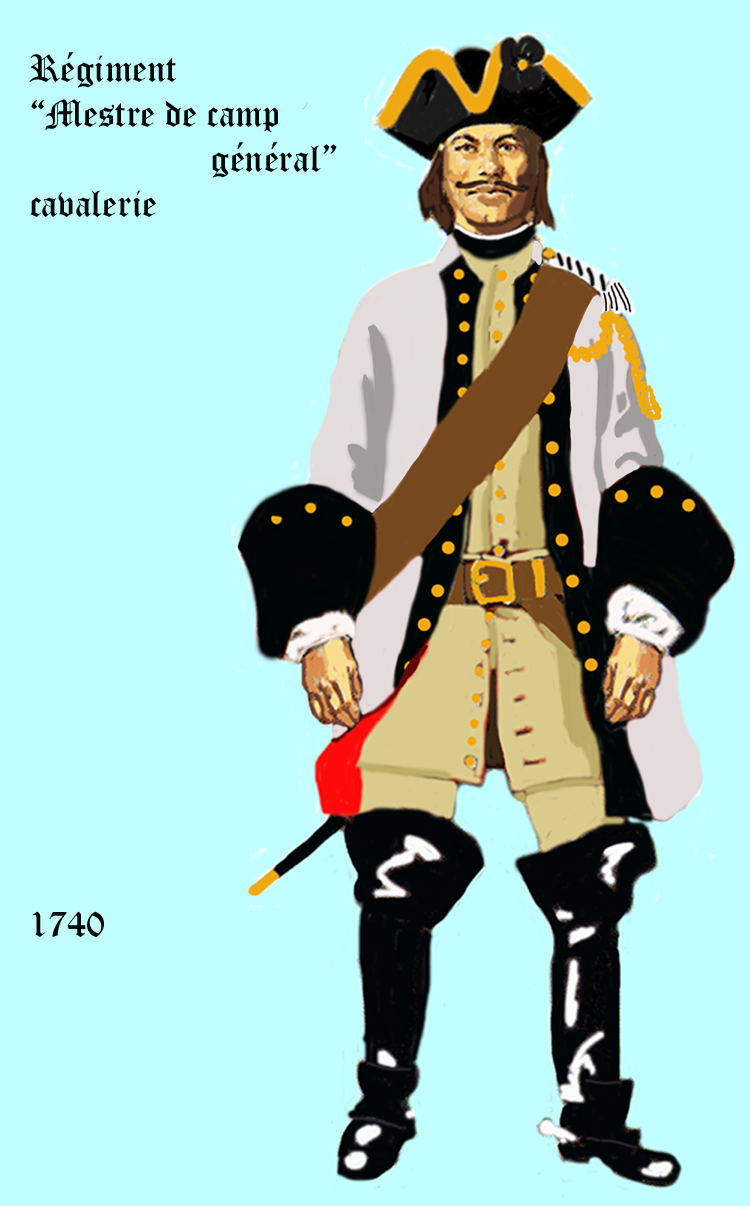
régiment Mestre de Camp Général cavalerie de 1740 à 1757
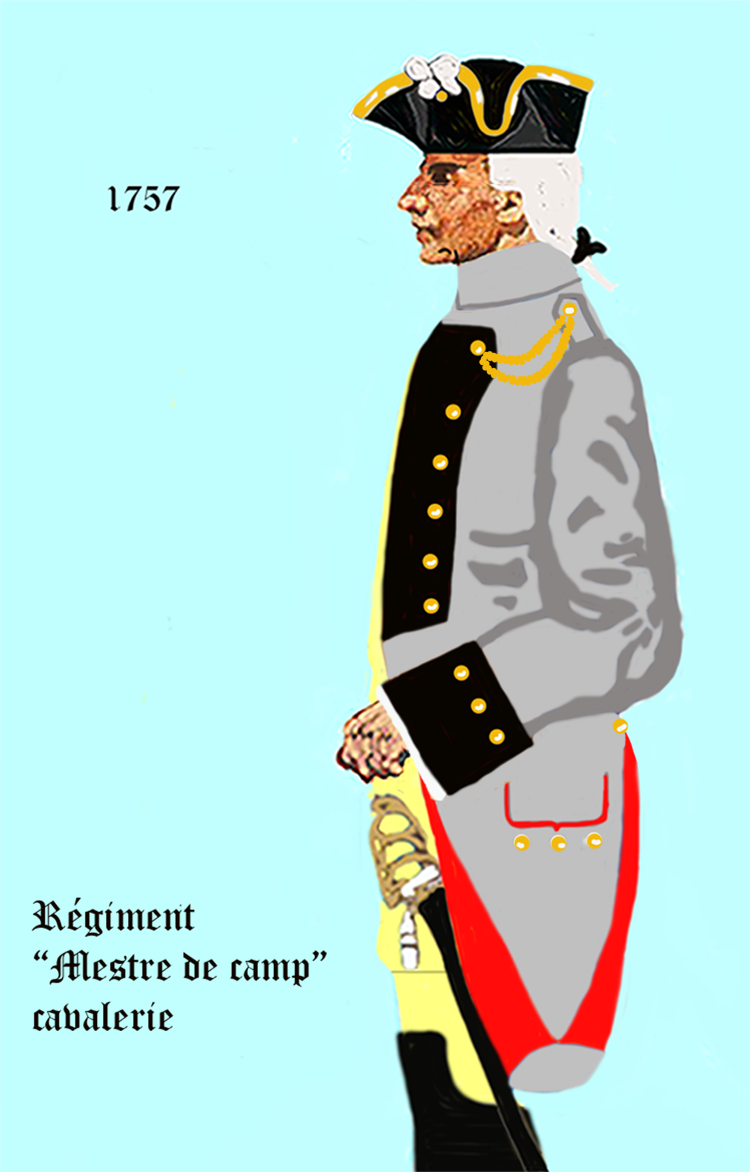
régiment Mestre de Camp Général cavalerie de 1757 à 1762
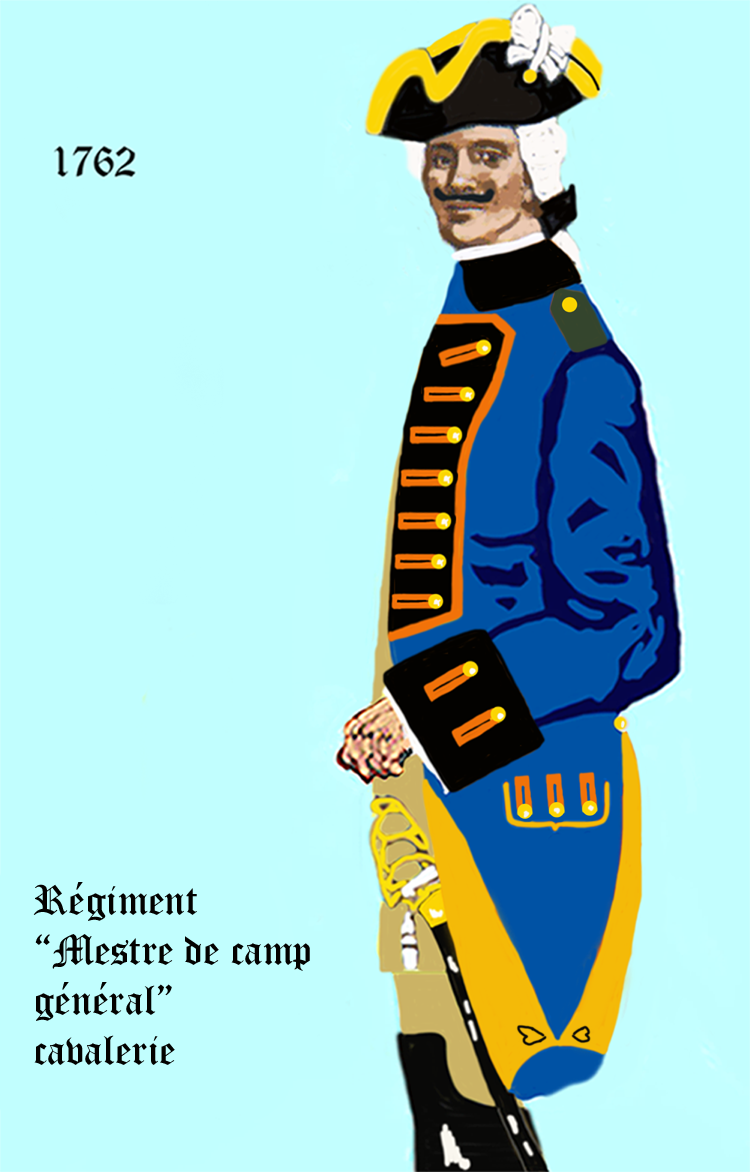
régiment Mestre de Camp Général cavalerie de 1762 à 1767
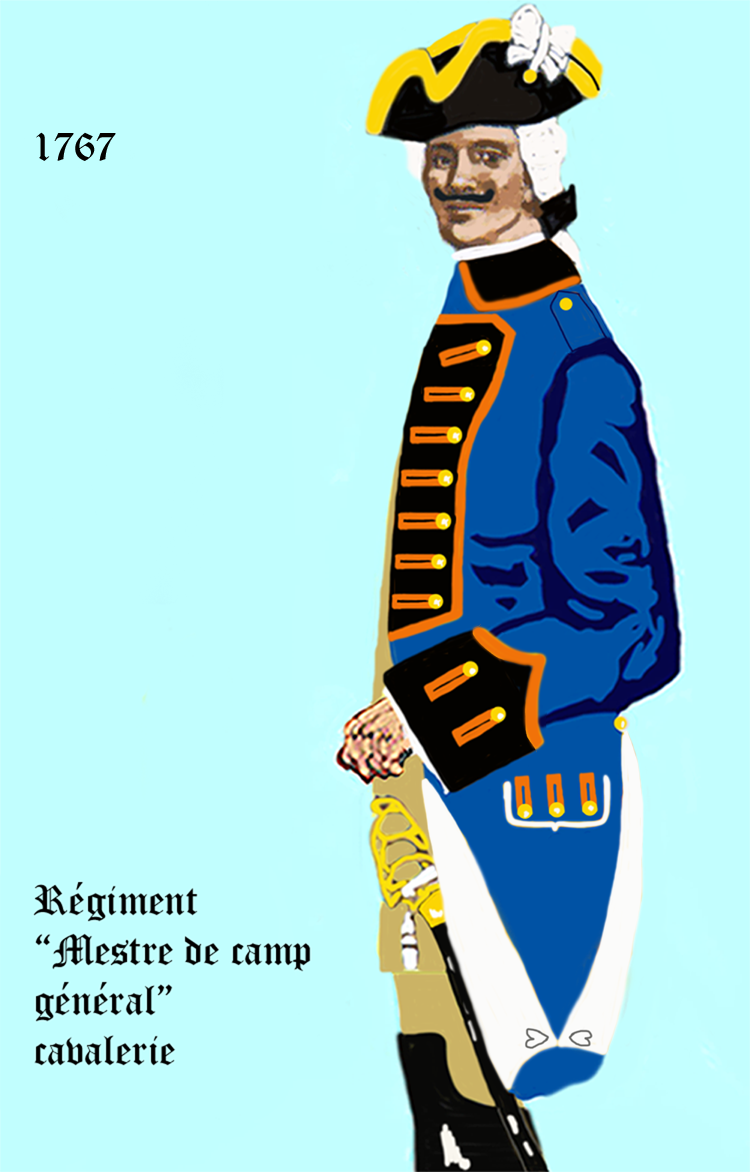
régiment Mestre de Camp Général cavalerie de 1767 à 1776
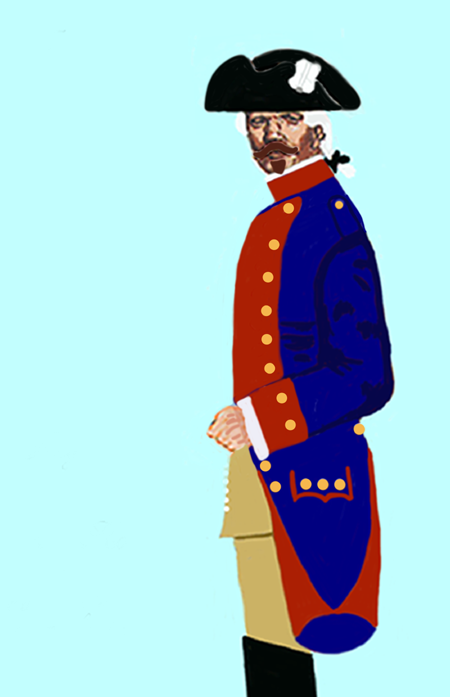
régiment Mestre de Camp Général cavalerie de 1776 à 1779

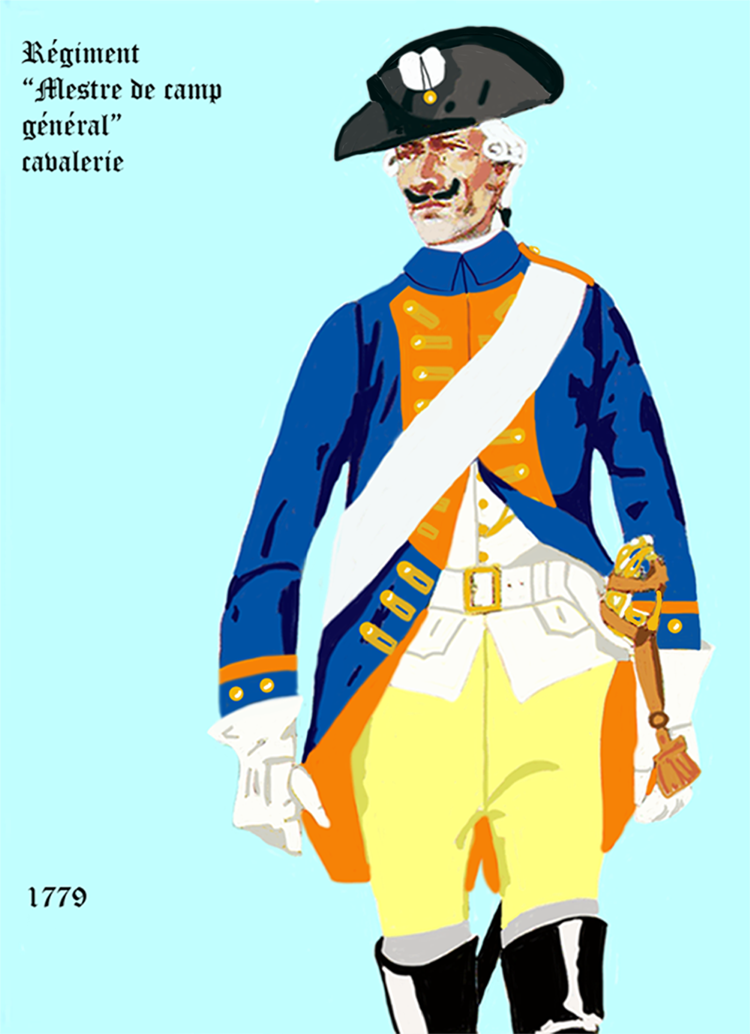
régiment Mestre de Camp Général cavalerie de 1779 à 1786
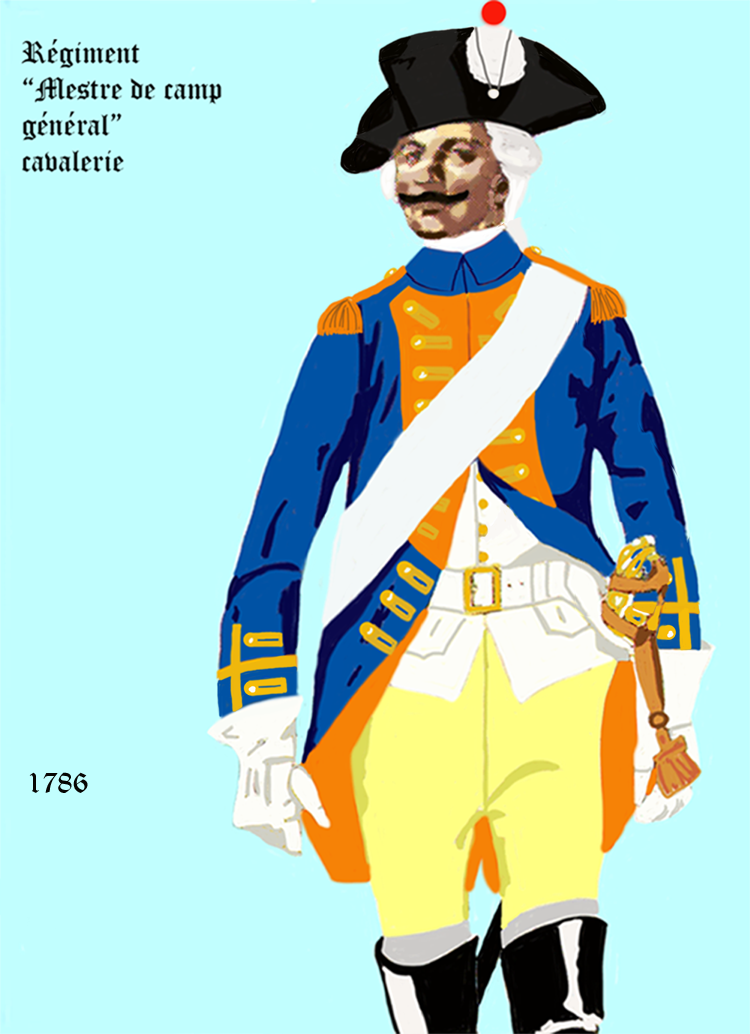
régiment Mestre de Camp Général cavalerie de 1786 à 1791
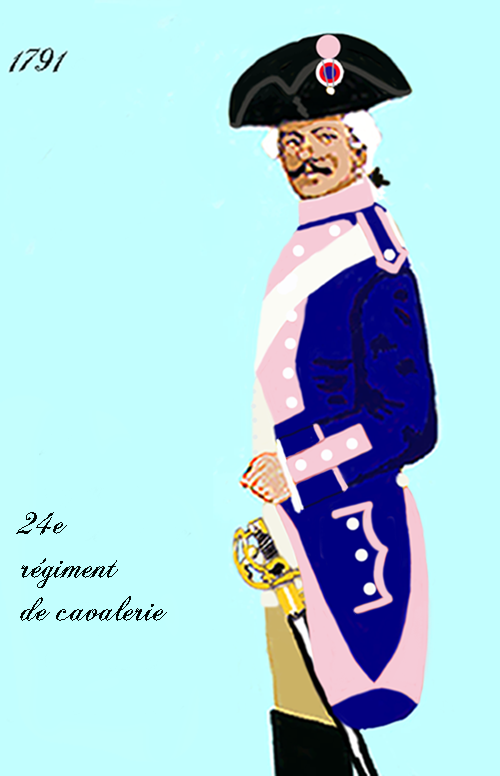
24e régiment de cavalerie de 1791 à 1792, puis 23e régiment de cavalerie

## Historique

### Mestres de camp généraux
En 1635, a lieu un premier essai d'organisation des régiments. Dans les trente années qui suivent, plusieurs mestres de camp généraux se succèdent : 
- de 1633 à 1637, Charles d'Escoubleau, marquis de Sourdis et d'Alluye ;
- de 1637 à 1641, Roger de Choiseul, marquis de Praslin ;
- de 1641 à 1646, Jean de Gassion ;
- de 1646 à 1652, Philippe de Clérambault, comte de Palluau ;
- du 12 février 1652 au 5 décembre 1665, Roger de Rabutin, comte de Bussy-Rabutin, maréchal de camp le 18 octobre 1651, lieutenant général le 4 mai 1654, † 9 avril 1693[3].

Et les régiments que possèdent ces détenteurs de la charge portent tour à tour le nom de Mestre de Camp Général. En 1665, Armand du Cambout, duc de Coislin, succède à Bussy-Rabutin. Le régiment Coislin (levé en 1638 par son père, César du Cambout) devient donc en 1665 le Mestre de Camp Général. 
- 22 avril 1670 : Jean Jacques Chaumejan, marquis de Fourilles, brigadier de cavalerie le 15 juin 1667, maréchal de camp le 11 juillet 1670, lieutenant général le 13 février 1674, † 11 août 1674 ;

En 1671, les régiments sont organisés d'une façon permanente et définitive. À partir de cette date, c'est toujours le même régiment, attaché à la charge, qui porte le nom de Mestre de Camp Général : l'acquéreur de la charge achète en même temps le régiment.
- 15 novembre 1674 : Louis Clermont d'Amboise, marquis de Resnel, brigadier le 15 juin 1667, maréchal de camp le 8 novembre 1672, lieutenant général le 25 février 1676, † 10 avril 1677 ;
- 3 mai 1677 : Balthazar de la Cardonnière, maréchal de camp le 13 février 1674, lieutenant général le 25 février 1676, † 7 septembre 1679 ;
- 6 octobre 1679 : Joseph de Pons de Guimera, baron de Montclar, brigadier de cavalerie le 8 juin 1657, maréchal de camp le 2 avril 1675, lieutenant général le 25 février 1677, † avril 1690 ;
- 16 juillet 1690 : Conrad, marquis de Rosen, brigadier le 12 mars 1675, maréchal de camp le 20 janvier 1678, lieutenant général le 24 août 1688, maréchal de France le 14 janvier 1703, † 3 août 1715 ;
- 25 mars 1703 : Léonor François, marquis de Montpeyroux ;
- 26 février 1714 : Charles François de La Baume Le Blanc, duc de La Vallière, brigadier le 29 janvier 1702, maréchal de camp le 26 octobre 1704, lieutenant général le 18 juin 1709, † 22 août 1739 ;
- 5 février 1716 : Alexis Madeleine Rosalie, comte de Châtillon, brigadier le 6 octobre 1712, maréchal de camp le 1er février 1719, lieutenant général le 1er août 1734, † 15 février 1754 ;
- 16 mars 1736 : Gaspard, marquis de Clermont-Tonnerre, brigadier le 1er janvier 1716, maréchal de camp le 22 décembre 1731, lieutenant général le 1er août 1734, maréchal de France le 17 septembre 1747, † 16 mars 1781 ;
- 9 avril 1748 : Anne Louis Henry de Thiard, marquis de Bissy, brigadier le 16 mars 1736, maréchal de camp le 20 février 1743, lieutenant général le 1er janvier 1748, † 3 mai 1748 ;
- 4 mai 1748 : Armand Louis de Béthune, brigadier le 1er janvier 1748, déclaré maréchal de camp en décembre 1748 par brevet expédié le 10 mai, lieutenant général le 17 décembre 1759, † 1788[4];
- 16 avril 1759 : Charles Eugène Gabriel de La Croix, marquis de Castries, brigadier le 1er janvier 1748, déclaré maréchal de camp en décembre 1748 par brevet expédié le 10 mai, lieutenant général le 28 décembre 1758, † 11 janvier 1801 ;
- 7 mars 1783 : Charles Louis Hector (1743 † 1820), marquis d'Harcourt ;
- 20 mai 1784 : Charles de La Croix de Castries ;
- 10 mars 1788 : Louis Edmond, vicomte de Menou du Mée ;
- 10 février 1791 : Louis Charles Mollerat de Garsault ;
- 5 février 1792 : colonel Gabriel Désombs de Fajac ;
- 15 mai 1793 : Nicolas Alban Davigneau ;
- 18 février 1794 : François Royer ;
- 16 juillet 1794 : Claude Tiercé ;
- 6 juin 1795 : Pierre Noizet ;
- 16 janvier 1798 : Édouard Mortier  ;
- 12 août 1799 : Noirot .

Le régiment du duc de Coislin est plus ancien que celui de Bussy-Rabutin (levé en 1652) et il porte le nom de Mestre de Camp Général pendant 125 ans. Il serait donc, de l'avis du général Susane, le « véritable » Mestre de Camp Général de la cavalerie.

### Batailles et casernements
- 15 décembre 1650 : Bataille de Rethel

- Guerre de Succession d'Espagne

15 novembre 1703: bataille de Spire
Lors de la guerre de Succession de Pologne, le régiment part pour l’Italie où il participe au siège de Pizzighettone, à la prise de Gera d'Adda, et du château de Milan. En 1734, il est à la bataille de Guastalla et à Parme ; en 1735, il est aux batailles de Reggiolo et de Reverse, puis revient en garnison à Belfort.
Lors de la guerre de Succession d’Autriche, il repart en Bohème en 1741, participe à la bataille de Sahay puis revient tenir garnison à Pontarlier. Combat à Wissembourg, au siège de Fribourg en 1744 puis passe en Flandre. Il est à la bataille de Fontenoy et à la prise de Tournai en 1745. Lors de la bataille de Raucoux et de la prise de Bruxelles avant d'être particulièrement remarqué à la bataille de Lauffeld. Il est encore aux sièges de Berg en Zoom et de Maastrich où de Bissy perd la vie.
Alors qu'il est en garnison à Sedan, il part pour la guerre de Sept Ans participe à la conquête du duché de Juliers et du duché de Berg à la bataille de Hastenbeck avec le maréchal d'Estrées. En 1757, première bataille de Minden, puis bataille de Krefeld et deuxième bataille de Minden en 1759 occupation du Hanovre.
En 1790, impliqué dans l’affaire de Nancy, il est cassé. Il est reconstitué en 1791 sous le nom de 24e régiment de cavalerie. En 1792, il est renommé 23e régiment de cavalerie. 
Le 23e régiment de cavalerie fait les campagnes de 1792 et 1794 à l’armée des Ardennes, où il se fait remarquer à la bataille de Nerwinde le 18 mars 1793. De 1794 à 1796 à l’armée de Sambre-et-Meuse avant de passer à l’armée de Mayence en 1797. Il stationne sur le Rhin et sur le Danube, il revient à Saint-Germain et Paris avec la paix de Lunéville.
Licencié par décret du 24 septembre 1803, son 1er escadron est versé dans le 5e régiment de cavalerie, le 2e dans le 6e régiment de cavalerie, et le 3e dans le 7e de cavalerie, devenus 5e, 6e et 7e régiments de cuirassiers en vertu d'un décret du même jour.